# Daniela Andriamalala
Daniela Andriamalala is een Amerikaans arachnoloog. Ze doet voornamelijk onderzoek naar dwergcelspinnen (Oonopidae), maar heeft ook springspinnen en Trochanteriidae-spinnen beschreven. 

## Biografie
Andriamalala studeerde af in dierenbiologie en ecologie & milieu bij de Universiteit van Antananarivo in Madagaskar, in respectievelijk 1996 en 2000. Vervolgens haalde ze haar master bij de San Francisco State University in 2006. Momenteel is ze bezig met het behalen van haar PhD, op de afdeling biologische wetenschap, bij de George Washington-universiteit. 

### Publicaties
- Andriamalala, D. 2007. Revision of the genus “Padilla” Peckham & Peckham, 1894 (Araneae – Salticidae). Convergent evolution of secondary sexual characters due to sexual selection and rates of molecular evolution in jumping spiders. Proceedings of the California Academy of Sciences Volume 58(13): 243-330.
- Andriamalala, D. & Ubick, D. 2007. New species of the spider genus Platyoides from Madagascar (Araneae – Trochanteriidae). Proceedings of the California Academy of Sciences, Volume 58(13): 339-349.